# Grupo de Experimentação Sonora
O Grupo de Experimentação Sonora do Instituto Cubano de Arte e Indústria Cinematográficas (GES-ICAIC) foi formado em Cuba em 1969, por iniciativa de Alfredo Guevara, presidente do ICAIC. Um dos principais objetivos do grupo foi fazer as trilhas sonoras para o cinema cubano. Suas atividades duraram até 1977.
Inicialmente, juntaram-se ao GES-ICAI músicos ligados ao movimento que ficou conhecido como "Nova Trova Cubana" como Sílvio Rodríguez, Pablo Milanés e Noel Nicola, além de professores de música como: Frederico Smith, Juan Elósegui e Leo Brouwer.
Depois, juntaram-se outros músicos como: Leonardo Acosta, Sérgio Vitier, Eduardo Ramos, Pablo Menéndez, Emiliano Salvador, Leoginaldo Pimentel, Sara González, Carlos Averhoff , Lucas de la Guardia, Genaro Caturla, Ignácio Berroa, Danielito Carrillo, Norberto Carrillo, Daniel Aldama, Armando Guerra e Amaury Pérez.
Sua primeira apresentação chamava-se: "Granma" e a segunda: "Cuba-Brasil". Dentre as canções criadas no âmbito do GES-ICAIC, destacaram-se: "Cuba va", "Porque somos", "Un hombre se levanta", "Éramos" e "Contradanza".
Dentre os filmes que tiveram trilhas sonoras compostas pelo GES-ICAIC, podem-se citar:
- "Al sur de Maniadero";
- "Médicos mambises";
- "La primera carga al machete";
- "Columna Juvenil del Centenario";
- "Once x Cero";
- "Testimonio";
- "Un viaje";
- "El hombre de Maisinicú";
- "Girón"; e
- "Anatomía de un accidente" (1970)

Além de trilhas sonoras para os documentários:
- "Por accidente";
- "Proa al enemigo y Sobre un primer combate";
- "Taller de Línea y 18";
- "Tecnológico" (1971);
- "El agua";
- "Año uno";
- "Atención prenatal";
- "La basura";
- "Introducción a Chile";
- "No tenemos derecho a esperar";
- "Los pinos nuevos";
- "Relatos de un estudiante vietnamita";
- "Un reportaje sobre el tabaco";
- "Rodeo";
- "Vanguardia en la isla" (1972);
- "La nueva escuela";
- "Primera escuela del proletariado";
- "El programa del Moncada";
- "El signo de estos tiempos" (1973);
- "El Huerto y Varadero" (1974);
- "Crónica de la victoria";
- "Después de la jornada";
- "En el puerto";
- "Nace una comunidad";
- "Reportaje a una canción" (1975);
- "CDR" (1977);
- "Sólo un pueblo en revolución" (1978)[3].

Em janeiro de 2014, foi lançado um documentário sobre o GES-ICAIC denominado: "Hay un grupo que dice...", dirigido por Lourdes Prieto.